# Ilona olasz királyné
Ilona olasz királyné, született Ilona montenegrói királyi hercegnő (szerbül: Кнегиња Јелена Петровић-Његош / Kneginja Jelena Petrović-Njegoš, olaszul: Regina Elena d’Italia; Cetinje, 1873. január 8. – Montpellier, 1952. november 28.) montenegrói királyi hercegnő, házassága révén Olaszország és Albánia királynéja és Etiópia császárnéja.

## Származása és gyermekkora
Ilona királyi hercegnő 1873 januárjában jött világra I. Miklós montenegrói király és Milena Vukotić királyné hatodik gyermekeként, egyben ötödik leányaként.
Idősebb leánytestvérei közül kettő, Anasztázia és Milica hercegnőket kisgyermekként politikai okból Oroszországba kerültek a cári család gyámsága alá. Ilona hercegnő csatlakozott nővéreihez, akik a jómódú leányok számára fenntartott Szmolnij Intézetben folytatták tanulmányaikat. A hercegnő kedvelte a természetet, kedvenc virága a ciklámen volt. Szülőföldje kultúrája és hagyományai mély benyomást tettek rá; ugyanakkor a költészet is felkeltette érdeklődését. Akárcsak testvérei, ő is híres volt olykor megnyilvánuló makacsságáról.

## Házassága és gyermekei
I. Umbertó olasz király felesége, Margit királyné saját maga keresett feleséget legidősebb fia, Viktor Emánuel trónörökös, Nápoly hercege számára. A királyné diplomáciai kapcsolatok építése céljából egy jelentősebb uralkodóház leányát szerette volna összeházasítani fiával, egy angol és egy dán hercegnő is szóba jöhetett feleségjelöltként. Ezekben a családokban azonban gyakorta előfordult a vérzékenység, és ezt megelőzendő Margit királyné választása végül mégis Ilona hercegnőre esett – más vélemények szerint így próbálta elérni, hogy beteges fiának életerős gyermekei szülessenek az erős testalkatú hercegnőtől. Viktor Emánuel trónörökös és Ilona hercegnő először Velencében találkoztak egy művészeti kiállításon; majd másodszor Oroszországban. A trónörökös tetszését első látásra megnyerte a montenegrói hercegnő; hamarosan hivatalosan is megkérte kezét az édesapjától.
Ilona hercegnőnek, ortodox keresztény lévén, át kellett térnie még az esküvője előtt a katolikus vallásra. Az egyházi szertartást 1896. október 24-én tartották a római Santa Maria degli Angeli e dei Martiri-katedrálisban. Ilona hercegnő apósától, I. Umbertó olasz királytól gyémánt diadémot és nyakláncot, Margit királynétól ékszereket, II. Miklós orosz cártól drágaköveket kapott ajándékba. Az esküvőt követően az ifjú házaspár otthonában, a Quirinale-palotában adtak díszes fogadást. Nászútjukat Montecristo szigetén töltötték el.
III. Viktor Emánuel és felesége szerény életvitelt folytattak; a család visszavonultan élt, rejtve a nyilvánosságtól. Harmonikus, kiegyensúlyozott kapcsolatukból öt gyermek született:
- Jolanda Margit királyi hercegnő (1901–1986), házassága révén Bergolo grófnéja
- Mafalda Mária királyi hercegnő (1902–1944), házassága révén Hessen–Kassel őrgrófnéja
- Umbertó Miklós királyi herceg (1904–1983), később II. Umbertó néven Olaszország királya
- Johanna Erzsébet királyi hercegnő (1907–2000), házassága révén Bulgária cárnéja
- Mária Franciska hercegnő (1914–2001), házassága révén Bourbon–pármai hercegné.

## Olaszország királynéja

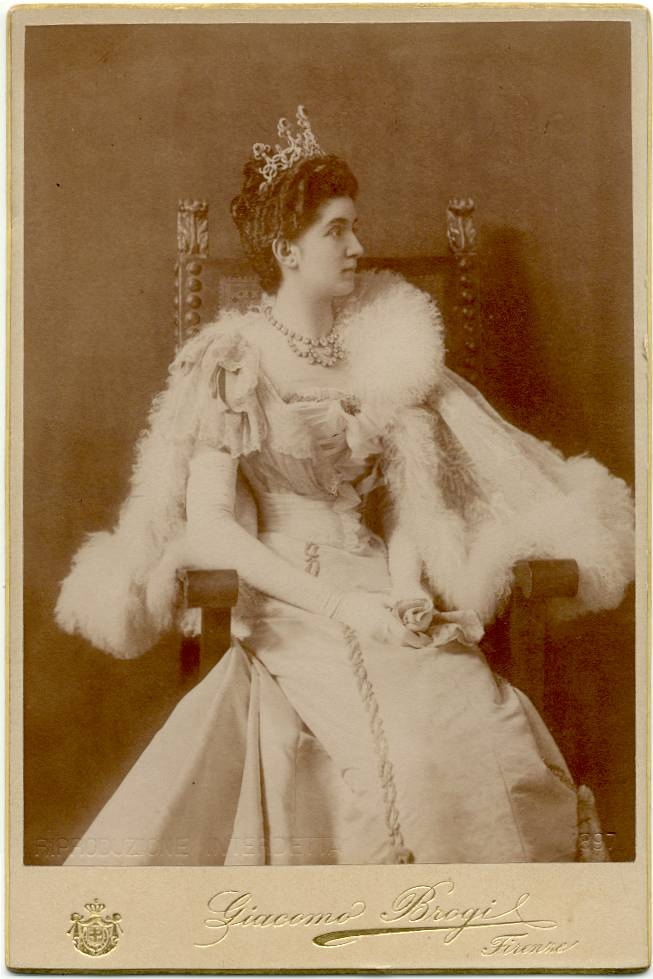
Ilona olasz és albán királyné

1900. augusztus 11-én I. Umbertó király meggyilkolása után III. Viktor Emánuel foglalta el az olasz trónt. Felesége nem szólt bele politikájába; Ilona királyné legtöbb idejét gyermekeinek szentelte. Saját maga tanította leányait a háztartás vezetésére; és ő maga rendezte be a királyi palotát. „Az arca szép, a profilja nemes, magas homloka intelligenciát sugároz. Nagy, fekete szeme van, okos és kedves a tekintete. Az orra s arcvonásai finomak, haja dús és selymes. Egyszóval, Heléna hercegnő vitathatatlan méltósággal és szépséggel ruházza majd fel a királyi és királynői rangot Olaszországban” – írta a montenegrói királyi hercegnőről egy író.
Az 1908-as messinai földrengés után a királyné jótékonysági rendezvényeket szervezett a szerencsétlenség áldozatainak megsegítésére. Az első világháború folyamán anyósával, Margit anyakirálynéval személyesen is ápolónőnek állt; valamint kórházakat pártfogolt és a külön erre a célra készített családi fényképet árusításával szerzett pénzt az egészségügyi intézmények számára. A világháború vége után az olasz gazdaság válságba került; a királyné ekkor még saját ékszereinek egy részétől is hajlandó volt megválni. 1911–1921 között az Olasz Vöröskereszt önkéntes nővéreinek vezetője volt, ez idő alatt orvoslást is tanult és tiszteletbeli diplomát kapott; számos jótékonysági szervezetet alapított és jelentős segítséget nyújtott a súlyos betegek és a rossz életkörülmények között élő anyák számára. 1937. április 15-én XI. Piusz pápa elismerésként a Kereszténység Arany Rózsáját adta át a királynénak, amely kitüntetés akkoriban a katolikus egyház nők számára fenntartott díjai közül a legmagasabb rangú volt.
Miután a németek lerohanták Lengyelországot, a királyné levélben figyelmeztetett több országot is a közelgő veszélyre, és felszólította őket, ha lehetséges, kerüljék el a hadba lépést. Férjének ekkor királyként jóformán semmilyen politikai hatalma nem volt; az ország irányítása teljes egészében Benito Mussolini kezében összpontosult. 1943-ban a királyi pár második leányát, Mafalda hessen–kasseli őrgrófnét férjével együtt a nácik letartóztatták, és a buchenwaldi koncentrációs táborba zárták; Mafalda hercegnőt 1944-ben a tábor falain belül érte a halál. 

## Emigrációban
1946. május 9-én III. Viktor Emánuel király, engedve a nyomásnak, egyetlen fia javára lemondott az olasz trónról. A volt király és Ilona királyné inkognitóban, Pollenzo grófi párként vonultak egyiptomi száműzetésükbe.
Az ötvenedik házassági évfordulóját ünneplő pár I. Fárúk egyiptomi király vendégszeretetét élvezve élt Alexandriában. Az emigráns olasz királyi pár köré csoportosultak később más száműzött rokonaik is, mint például a bolgár cári család, amellyel Ilona királyné harmadik leánya, Johanna hercegnő révén álltak kapcsolatban. Az egykori királyné szívesen múlatta idejét horgászással és olvasással.

## Utolsó évei
Férje 1947. december 28-án bekövetkezett halála után a család szétszóródott; három évre rá Ilona királynénál rákot fedeztek fel. 1952-ben a franciaországi Montpellier városába költözött, hogy az ottani Saint Cóm klinikán kezeljék. Itt érte a halál az év november 28-án. Végakaratának megfelelően a helyi köztemetőben helyezték örök nyugalomra; temetési szertartásán az egész város lerótta kegyeletét, majd később díszes emlékművet emeltek számára. Olaszországban többet is állítottak Ilona királynénak; fényképe halálának ötvenedik évfordulóján feltűnt olasz postabélyegen is.
2017 decemberében mindkettőjük földi maradványait átszállították az olaszországi Vicoforte város Szűz Mária születése bazilikájában létesült szentélybe (Santuario di Vicoforte).

## Fordítás
- Ez a szócikk részben vagy egészben  az   Elena del Montenegro című olasz Wikipédia-szócikk ezen változatának fordításán alapul.  Az eredeti cikk szerkesztőit annak laptörténete sorolja fel. Ez a jelzés csupán a megfogalmazás eredetét és a szerzői jogokat jelzi, nem szolgál a cikkben szereplő információk forrásmegjelöléseként.